# Bogue Chitto (Alabama)
Bogue Chitto es una comunidad no incorporada en el condado de Dallas, Alabama, Estados Unidos. Recibió su nombre del arroyo cercano del mismo nombre, que en el idioma choctaw significa "gran arroyo".

## Historia
A principios de la década de 1900, la población estaba formada por terratenientes negros cuyos antepasados habían sido esclavizados en las plantaciones productoras de algodón y habían comprado tierras allí después de que terminó la Guerra de Secesión. Casi todos los hombres estaban registrados para votar, y votaron, desde la Reconstrucción hasta que les quitaron sus derechos. Un espíritu de independencia, causado por la propiedad de la tierra, impidió que incluso el Ku Klux Klan infringiera sus derechos: "La tradición local decía que el Klan vino una noche, buscando a un hombre de Bogue Chitto que se había negado a quitarse el sombrero ante un hombre blanco. Por lo que fueron recibidos por una lluvia de balas y no regresaron".
En 1930, se administraron vacunas contra la fiebre tifoidea a más de 900 personas en Bogue Chitto, y Amelia Platts, una "agente de demostración de hogares negros" (se habían abierto "clubes comunitarios" en todo el condado de Dallas para ayudar a mejorar la vida de los agricultores afroestadounidenses y sus familias) que atendió a la enfermera del condado durante el proceso, notó un espíritu comunitario activo. Una década después, fue uno de los primeros lugares en recibir clases de registro de votantes. Aún más tarde, el Comité Coordinador Estudiantil No Violento consiguió cuatro voluntarios de Bogue Chitto y un ministro de una iglesia al sur de la comunidad, para ayudar con los esfuerzos de registro de votantes en el área.

## Geografía
Bogue Chitto se encuentra en la coordenadas geográficas 32°21′58″N 87°18′14″O / 32.366, -87.304 y tiene una elevación de 151 pies (46 m).

## Habitantes notables
- Redoshi, una mujer originaria de Benín, África occidental, secuestrada y vendida a un dueño de esclavos del condado de Dallas.
- Amelia Boynton Robinson, activista de derechos civiles, radicada en Bogue Chitto.[4]